# Ралко, Мария Александровна
Мари́я Алекса́ндровна Ралко́ (род. 14 июля 1950 года, Киев) — украинская художница, член Национального союза художников Украины (с 1989 года), народный художник Украины (1994), академик Украинской академии архитектуры (1998).
Лауреат Государственной премии Украины в области архитектуры (1991).

## Биография
Родилась в Киеве. В 1975 году окончила Киевский государственный художественный институт, педагог по специальности А. В. Добровольский. Работает в области монументально-декоративного искусства. Главный архитектор-художник ГП «Проектное бюро Государственного управления делами» (с 1998).

## Творчество
- Интерьеры в Украинском музыкальном драматическом театре в Ровно (1983)
- Интерьеры во Дворце культуры в городе Ровеньки Луганской области (1985)
- Реконструкция здания Национальной оперы Украины (оформление интерьеров, в соавторстве, 1987).
- Станция метро «Золотые ворота» (оформление интерьеров, в соавторстве, 1990).
- Реконструкция здания Дворца культуры «Украина» (оформление интерьеров, в соавторстве, 1996)
- Реконструкция здания Мариинского дворца в Киеве.

## Семья
- Муж: Станислав Михайлович Адаменко (род. 1949) — украинский художник, народный художник Украины (1994), академик Украинской академии архитектуры (1998).

## Награды
- Заслуженный художник Украинской ССР (1990)[2]
- Государственная премия Украины в области архитектуры (1991)
- Народный художник Украины (1994)[3]
- Почётный знак отличия Президента Украины (1996)[4]

## Изображение
- Национальная опера Украины имени Тараса Шевченко
- Станция метро «Золотые ворота»